# Lliga de Campions de la UEFA 2019-20
La Lliga de Campions de la UEFA 2019–20 és la 65a edició del màxim torneig de futbol europeu per a clubs organitzat per la UEFA, així com la 27ena edició des que va canviar el nom de Copa d'Europa pel de Lliga de Campions.
La final de la competició es disputà a l'Atatürk Olimpiyat Stadyumu d'Istanbul, Turquia.
El guanyador del torneig jugà contra l'equip guanyador de la Lliga Europa de la UEFA 2019–20 la Supercopa d'Europa de futbol 2020. També tingué el dret a participar al Campionat del Món de Clubs de futbol 2020, a Qatar i guanyà directament una plaça per la fase de grups de la Lliga de Campions de la UEFA 2020-21. Com que el campió ja va aconseguir aquesta plaça gràcies a la classificació a la lliga domèstica, la plaça fou per al campió de l'Eredivisie 2019-20, ja que la neerlandesa era l'11a federació del rànquing.
S'usà el VAR a partir de la ronda del play-off previ.
El Liverpool FC era el vigent campió.

## Distribució d'equips per federacions
Un total de 79 equips de 54 de les 55 federacions nacionals participen en aquesta edició. Liechtenstein no organitza una lliga domèstica i cap equip de Liechtenstein es classifica pel torneig. Depenent dels seus respectius coeficients UEFA, les federacions tenen un nombre determinat de places.

### Classificació de les federacions de la UEFA
| Posició | Associació      | Coef.   | Equips |
| ------- | --------------- | ------- | ------ |
| 1       | Espanya         | 106.998 | 4      |
| 2       | Anglaterra      | 79.605  | 4      |
| 3       | Itàlia          | 76.249  | 4      |
| 4       | Alemanya        | 71.427  | 4      |
| 5       | França          | 56.415  | 3      |
| 6       | Rússia          | 53.382  | 3      |
| 7       | Portugal        | 47.248  | 2      |
| 8       | Ucraïna         | 41.133  | 2      |
| 9       | Bèlgica         | 38.500  | 2      |
| 10      | Turquia         | 35.800  | 2      |
| 11      | Àustria         | 32.850  | 2      |
| 12      | Suïssa          | 30.200  | 2      |
| 13      | República Txeca | 30.175  | 2      |
| 14      | Països Baixos   | 29.749  | 2      |
| 15      | Grècia          | 28.600  | 2      |
| 16      | Croàcia         | 26.000  | 1      |
| 17      | Dinamarca       | 25.950  | 1      |
| 18      | Israel          | 21.750  | 1      |
| 19      | Xipre           | 21.550  | 1      |

| Posició | Associació    | Coef.  | Equips |
| ------- | ------------- | ------ | ------ |
| 20      | Romania       | 20.450 | 1      |
| 21      | Polònia       | 20.125 | 1      |
| 22      | Suècia        | 19.975 | 1      |
| 23      | Azerbaidjan   | 19.125 | 1      |
| 24      | Bulgària      | 19.125 | 1      |
| 25      | Sèrbia        | 18.750 | 1      |
| 26      | Escòcia       | 18.625 | 1      |
| 27      | Belarús       | 18.625 | 1      |
| 28      | Kazakhstan    | 18.125 | 1      |
| 29      | Noruega       | 17.425 | 1      |
| 30      | Eslovènia     | 14.500 | 1      |
| 31      | Liechtenstein | 13.000 | 0      |
| 32      | Eslovàquia    | 12.125 | 1      |
| 33      | Moldàvia      | 10.000 | 1      |
| 34      | Albània       | 8.500  | 1      |
| 35      | Islàndia      | 8.250  | 1      |
| 36      | Hongria       | 8.125  | 1      |
| 37      | Macedònia     | 7.500  | 1      |

| Posició | Associació           | Coef. | Equips |
| ------- | -------------------- | ----- | ------ |
| 38      | Finlàndia            | 6.900 | 1      |
| 39      | Irlanda              | 6.700 | 1      |
| 40      | Bòsnia i Hercegovina | 6.625 | 1      |
| 41      | Letònia              | 5.625 | 1      |
| 42      | Estònia              | 5.500 | 1      |
| 43      | Lituània             | 5.375 | 1      |
| 44      | Montenegro           | 5.000 | 1      |
| 45      | Geòrgia              | 5.000 | 1      |
| 46      | Armènia              | 4.875 | 1      |
| 47      | Malta                | 4.500 | 1      |
| 48      | Luxemburg            | 4.375 | 1      |
| 49      | Irlanda del Nord     | 4.250 | 1      |
| 50      | Gal·les              | 3.875 | 1      |
| 51      | Illes Fèroe          | 3.750 | 1      |
| 52      | Gibraltar            | 3.000 | 1      |
| 53      | Andorra              | 1.331 | 1      |
| 54      | San Marino           | 0.499 | 1      |
| 55      | Kosovo               | 0.000 | 1      |

## Equips
| Liverpool FC       | Tottenham Hotspur FC | RB Leipzig            | SL Benfica      |
| Chelsea FC         | Juventus FC          | Bayer Leverkusen      | Xakhtar Donetsk |
| FC Barcelona       | Nàpols               | PSG                   | KRC Genk        |
| Atlètic de Madrid  | Atalanta BC          | Lilla                 | Galatasaray     |
| Reial Madrid       | Inter de Milà        | Olympique de Lió      | Estrella Roja   |
| València CF        | Bayern de Múnic      | Zenit Sant Petersburg |                 |
| Manchester City FC | Borussia Dortmund    | Lokomotiv Moscou      |                 |

| Ruta dels Campions | Ruta dels Campions | Ruta de les Lligues | Ruta de les Lligues |
| ------------------ | ------------------ | ------------------- | ------------------- |
| Young Boys         | Slavia Praga       |                     |                     |

| Ruta dels Campions | Ruta dels Campions | Ruta de les Lligues | Ruta de les Lligues |
| ------------------ | ------------------ | ------------------- | ------------------- |
| AFC Ajax           | PAOK Salònica FC   | FC Krasnodar        | Bruges              |
|                    |                    | FC Porto            | İstanbul Başakşehir |
| Dynamo Kíev        | LASK               |                     |                     |

| Ruta dels Campions | Ruta dels Campions  | Ruta de les Lligues | Ruta de les Lligues |
| ------------------ | ------------------- | ------------------- | ------------------- |
| Dinamo Zagreb      | Maccabi Tel Aviv FC | Basilea             | PSV Eindhoven       |
| FC Copenhagen      | APOEL FC            | Viktoria Plzeň      | Olympiakos FC       |

| CFR Cluj                 | Astana            | Shkëndija       | Saburtalo Tbilisi |
| Piast Gliwice            | Rosenborg BK      | HJK             | Ararat-Armenia    |
| AIK                      | Maribor           | Dundalk         | Valletta          |
| Qarabağ                  | Slovan Bratislava | Sarajevo        | F91 Dudelange     |
| Ludogorets Razgrad       | Sheriff Tiraspol  | Riga            | Linfield          |
| Estrella Roja de Belgrad | Partizani         | Nõmme Kalju     | The New Saints    |
| Celtic FC                | Valur             | Sūduva          | HB Tórshavn       |
| BATE Borisov             | Ferencvárosi TC   | Sutjeska Nikšić |                   |

| Lincoln Red Imps | FC Santa Coloma | Tre Penne | Feronikeli |

## Dates de les Rondes i Sorteig
El calendari de la competició és el següent. Tots els sorteigs es duran a terme a Nyon, llevat que s'indiqui el contrari.
| Fase          | Ronda                          | Data de Sorteig            | Anada                                                    | Tornada                                                  |
| ------------- | ------------------------------ | -------------------------- | -------------------------------------------------------- | -------------------------------------------------------- |
| Preliminar    | Ronda Preliminar               | 11 de juny 2018            | 25 de juny 2018 (semifinal)                              | 28 de juny 2018 (final)                                  |
| Classificació | Primera Ronda de Classificació | 18 de juny 2018            | 9-10 de juliol 2018                                      | 16-17 de juliol 2018                                     |
| Classificació | Segona Ronda de Classificació  | 19 de juny 2018            | 23-24 de juliol 2018                                     | 30-31 de juliol 2018                                     |
| Classificació | Tercera Ronda de Classificació | 22 de juliol 2018          | 6-7 d'agost 2018                                         | 13 d'agost 2018                                          |
| Eliminatòries | Eliminatòries                  | 5 d'agost 2018             | 20-21 d'agost 2018                                       | 27-28 d'agost 2018                                       |
| Fase de grups | Dia del partit 1               | 29 d'agost 2018 (a Mònaco) | 17-18 de setembre 2018                                   | 17-18 de setembre 2018                                   |
| Fase de grups | Dia del partit 2               | 29 d'agost 2018 (a Mònaco) | 1-2 d'octubre 2018                                       | 1-2 d'octubre 2018                                       |
| Fase de grups | Dia del partit 3               | 29 d'agost 2018 (a Mònaco) | 22-23 d'octubre 2018                                     | 22-23 d'octubre 2018                                     |
| Fase de grups | Dia del partit 4               | 29 d'agost 2018 (a Mònaco) | 5-6 de novembre 2018                                     | 5-6 de novembre 2018                                     |
| Fase de grups | Dia del partit 5               | 29 d'agost 2018 (a Mònaco) | 26-27 de novembre 2018                                   | 26-27 de novembre 2018                                   |
| Fase de grups | Dia del partit 6               | 29 d'agost 2018 (a Mònaco) | 10-11 de desembre 2018                                   | 10-11 de desembre 2018                                   |
| Eliminatòries | Vuitens                        | 16 de desembre 2018        | 18–19 i 25–26 de febrer 2019                             | 10-11 i 17-18 de març 2019                               |
| Eliminatòries | Quarts de final                | 20 de març 2019            | 7-8 d'abril 2019                                         | 14-15 d'abril 2019                                       |
| Eliminatòries | Semifinals                     | 20 de març 2019            | 28-29 d'abril 2019                                       | 5-6 de maig 2019                                         |
| Eliminatòries | Final                          | 20 de març 2019            | 30 de maig 2020 a l'Atatürk Olimpiyat Stadyumu, Istanbul | 30 de maig 2020 a l'Atatürk Olimpiyat Stadyumu, Istanbul |

## Ronda Preliminar
A la ronda preliminar, es van designar dos equips caps de sèrie, en funció dels coeficients de club de la UEFA del 2019 i van disputar una semifinal i un final. Els perdedors entren a la segona ronda de classificació de la Lliga Europa de 2019-20.
El sorteig de la ronda preliminar es va celebrar l'11 de juny de 2019, on es van decidir els aparellaments i la seu dels partits. Les semifinals es van jugar el 25 de juny i la final, el 28. Tots els partits van ser a l'Estadi de Fadil Vokrri, a Pristina, Kosovo.
| Equip 1    | Marcador | Equip 2          |
| ---------- | -------- | ---------------- |
| Feronikeli | 1–0      | Lincoln Red Imps |
| Tre Penne  | 0–1      | FC Santa Coloma  |

| Equip 1    | Marcador | Equip 2         |
| ---------- | -------- | --------------- |
| Feronikeli | 2–1      | FC Santa Coloma |

## Rondes de Classificació
En les rondes de classificació, els equips es divideixen en grups basat en els seus coeficients UEFA. Equips d'una mateixa federació no poden jugar un contra l'altre.

### Primera Ronda de Classificació
Un total de 32 equips juguen en la primera ronda de classificació. El sorteig de la primera ronda es va dur a terme el 18 de juny de 2019. Els partits d'anada es van jugar els dies 9 i 10 de juliol de 2019. Els partits de tornada es van jugar els dies 16 i 17 de juliol de 2019.
| Equip 1           | Global       | Equip 2                  | Anada | Tornada    |
| ----------------- | ------------ | ------------------------ | ----- | ---------- |
| Nõmme Kalju       | 2–2 (g.c.c.) | Shkëndija                | 0–1   | 2–1        |
| Sūduva            | 1–2          | Estrella Roja de Belgrad | 0–0   | 1–2        |
| Ararat-Armenia    | 3–4          | AIK                      | 2–1   | 1–3        |
| Astana            | 2–3          | CFR Cluj                 | 1–0   | 1–3        |
| Ferencvárosi TC   | 5–3          | Ludogorets Razgrad       | 2–1   | 3–2        |
| Partizani         | 0–2          | Qarabağ                  | 0–0   | 0–2        |
| Slovan Bratislava | 2–2 (2–3 p)  | Sutjeska Nikšić          | 1–1   | 1–1 (prò.) |
| Sarajevo          | 2–5          | Celtic FC                | 1–3   | 1–2        |
| Sheriff Tiraspol  | 3–4          | Saburtalo Tbilisi        | 0–3   | 3–1        |
| F91 Dudelange     | 3–3 (g.c.c.) | Valletta                 | 2–2   | 1–1        |
| Linfield          | 0–6          | Rosenborg BK             | 0–2   | 0–4        |
| Valur             | 0–5          | Maribor                  | 0–3   | 0–2        |
| Dundalk           | 0–0 (5–4 p)  | Riga                     | 0–0   | 0–0 (prò.) |
| The New Saints    | 3–2          | Feronikeli               | 2–2   | 1–0        |
| HJK               | 5–2          | HB Tórshavn              | 3–0   | 2–2        |
| BATE Borisov      | 3–2          | Piast Gliwice            | 1–1   | 2–1        |

### Segona Ronda de Classificació
Un total de 24 equips juguen en la segona ronda de classificació, 20 equips a la ruta de campions i quatre equips a la ruta de les lligues. El sorteig de la primera ronda es va dur a terme el 19 de juny de 2018. Els partits d'anada es van jugar els dies 23 i 24 de juliol de 2019. Els partits de tornada es van jugar els dies 30 i 31 de juliol de 2019.
| Equip 1                  | Global       | Equip 2             | Anada | Tornada    |
| ------------------------ | ------------ | ------------------- | ----- | ---------- |
| CFR Cluj                 | 3–2          | Maccabi Tel Aviv FC | 1–0   | 2–2        |
| BATE Borisov             | 2–3          | Rosenborg BK        | 2–1   | 0–2        |
| The New Saints           | 0–3          | FC Copenhagen       | 0–2   | 0–1        |
| Ferencvárosi TC          | 4–2          | Valletta            | 3–1   | 1–1        |
| Dundalk                  | 1–4          | Qarabağ             | 1–1   | 0–3        |
| Saburtalo Tbilisi        | 0–5          | Dinamo Zagreb       | 0–2   | 0–3        |
| Celtic FC                | 7–0          | Nõmme Kalju         | 5–0   | 2–0        |
| Estrella Roja de Belgrad | 3–2          | HJK                 | 2–0   | 1–2        |
| Sutjeska Nikšić          | 0–4          | APOEL FC            | 0–1   | 0–3        |
| Maribor                  | 4–4 (g.c.c.) | AIK                 | 2–1   | 2–3 (prò.) |

| Equip 1        | Global       | Equip 2       | Anada | Tornada |
| -------------- | ------------ | ------------- | ----- | ------- |
| Viktoria Plzeň | 0–4          | Olympiakos FC | 0–0   | 0–4     |
| PSV Eindhoven  | 4–4 (g.c.c.) | FC Basel      | 3–2   | 1–2     |

### Tercera Ronda de Classificació
Un total de 20 equips juguen la tercera ronda de classificació: 12 equips a la ruta de campions i vuit equips a la ruta de les lligues. Els partits d'anada es van jugar els dies 6 i 7 d'agost de 2019. Els partits de tornada es van jugar el 13 d'agost de 2019.
| Equip 1                  | Global      | Equip 2         | Anada | Tornada    |
| ------------------------ | ----------- | --------------- | ----- | ---------- |
| CFR Cluj                 | 5–4         | Celtic FC       | 1–1   | 4–3        |
| APOEL FC                 | 3–2         | Qarabağ         | 1–2   | 2–0        |
| PAOK Salònica FC         | 4–5         | AFC Ajax        | 2–2   | 2–3        |
| Dinamo Zagreb            | 5–1         | Ferencvárosi TC | 1–1   | 4–0        |
| Estrella Roja de Belgrad | 2–2 (7–6 p) | FC Copenhagen   | 1–1   | 1–1 (prò.) |
| Maribor                  | 2–6         | Rosenborg BK    | 1–3   | 1–3        |

| Equip 1             | Global       | Equip 2           | Anada | Tornada |
| ------------------- | ------------ | ----------------- | ----- | ------- |
| İstanbul Başakşehir | 0–3          | Olympiakos FC     | 0–1   | 0–2     |
| FC Krasnodar        | 3–3 (g.c.c.) | FC Porto          | 0–1   | 3–2     |
| Club Brugge         | 4–3          | FC Dinamo de Kíev | 1–0   | 3–3     |
| FC Basel            | 2–5          | LASK              | 1–2   | 1–3     |

## Ronda de play-off
Un total de 12 equips juguen la ronda de play-off, l'última abans de la fase de grups: 6 equips classificats per la ruta de campions, 4 equips per la ruta de les lligues i 2 equips que entren en aquesta ronda, al quadre dels campions: l'Slavia de Praga i el Young Boys. El sorteig es va fer el 5 d'agost de 2019. Els partits d'anada es van jugar els dies 20 i 21 d'agost de 2018. Els partits de tornada es jugaran el 27 i 28 d'agost de 2018.
| Equip 1       | Global       | Equip 2                  | Anada | Tornada |
| ------------- | ------------ | ------------------------ | ----- | ------- |
| Dinamo Zagreb | 3–1          | Rosenborg BK             | 2–0   | 1–1     |
| CFR Cluj      | 0–2          | Slavia Prague            | 0–1   | 0–1     |
| Young Boys    | 3–3 (g.c.c.) | Estrella Roja de Belgrad | 2–2   | 1–1     |
| APOEL FC      | 0–2          | AFC Ajax                 | 0–0   | 0–2     |

| Equip 1       | Global | Equip 2      | Anada | Tornada |
| ------------- | ------ | ------------ | ----- | ------- |
| LASK          | 1–3    | Club Brugge  | 0–1   | 1–2     |
| Olympiakos FC | 6–1    | FC Krasnodar | 4–0   | 2–1     |

## Fase de Grups
Hi participaran 32 equips: 6 equips classificats des de la ronda de play-off i 26 equips classificats directament per aquesta fase. Aquests 32 equips es divideixen en 8 grups de 4. Pel sorteig els equips es divideixen en 4 bombos.

### Bombos
- El bombo 1 conté el guanyador de la passada edició, el guanyador de l'Europa League i els campions de les 6 lligues més potents segons el ranking de la UEFA.
- Els bombos 2, 3 i 4 s'ocupen en funció del coeficient del rànquing UEFA.

| Bombo 1 - Liverpool FC CC: 91.000 - Chelsea FC CC: 87.000 - FC Barcelona CC: 138.000 - Manchester City FC CC: 106.000 - Juventus FC CC: 124.000 - Bayern de Múnic CC: 128.000 - PSG CC: 103.000 - Zenit Sant Petersburg CC: 72.000 | Bombo 2 - Reial Madrid CC: 146.000 - Atlètic de Madrid CC: 127.000 - Borussia Dortmund CC: 85.000 - Nàpols CC: 80.000 - Xakhtar Donetsk CC: 80.000 - Tottenham Hotspur FC CC: 78.000 - AFC Ajax CC: 70.500 - SL Benfica CC: 68.000 | Bombo 3 - Olympique de Lió CC: 61.500 - Bayer Leverkusen CC: 61.000 - Red Bull Salzburg CC: 54.500 - Olympiakos FC CC: 44.000 - Club Bruges CC: 39.500 - València CF CC: 37.000 - Inter de Milà CC: 31.000 - Dinamo Zagreb CC: 29.500 | Bombo 4 - Lokomotiv Moscou CC: 28.500 - KRC Genk CC: 25.000 - Galatasaray CC: 22.500 - RB Leipzig CC: 22.000 - Slavia Praga CC: 21.500 - Estrella Roja CC: 16.750 - Atalanta BC CC: 14.945 - Lilla CC: 11.699 |

### Grup A
| Pos | Equip           | PJ | PG | PE | PP | GF | GC | DG  | Pts | Classificació              |  | PSG | RM  | BRU | GAL |
| --- | --------------- | -- | -- | -- | -- | -- | -- | --- | --- | -------------------------- |  | --- | --- | --- | --- |
| 1   | PSG (A)         | 6  | 5  | 1  | 0  | 17 | 2  | +15 | 16  | Avança a Vuitens           |  | —   | 3–0 | 1–0 | 5–0 |
| 2   | R. Madrid (A)   | 6  | 3  | 2  | 1  | 14 | 8  | +6  | 11  | Avança a Vuitens           |  | 2–2 | —   | 2–2 | 6–0 |
| 3   | Club Bruges (Q) | 6  | 0  | 3  | 3  | 4  | 12 | −8  | 3   | Transfereix a Lliga Europa |  | 0–5 | 1–3 | —   | 0–0 |
| 4   | Galatasaray (E) | 6  | 0  | 2  | 4  | 1  | 14 | −13 | 2   |                            |  | 0–1 | 0–1 | 1–1 | —   |

### Grup B
| Pos | Equip                 | PJ | PG | PE | PP | GF | GC | DG  | Pts | Classificació              |  | BAY | TOT | OLY | ERB |
| --- | --------------------- | -- | -- | -- | -- | -- | -- | --- | --- | -------------------------- |  | --- | --- | --- | --- |
| 1   | Bayern Munic (A)      | 6  | 6  | 0  | 0  | 24 | 5  | +19 | 18  | Avança a Vuitens           |  | —   | 3–1 | 2–0 | 3–0 |
| 2   | Tottenham Hotspur (A) | 6  | 3  | 1  | 2  | 18 | 14 | +4  | 10  | Avança a Vuitens           |  | 2–7 | —   | 4–2 | 5–0 |
| 3   | Olympiacos (Q)        | 6  | 1  | 1  | 4  | 8  | 14 | −6  | 4   | Transfereix a Lliga Europa |  | 2–3 | 2–2 | —   | 1–0 |
| 4   | Estrella Roja (E)     | 6  | 1  | 0  | 5  | 3  | 20 | −17 | 3   |                            |  | 0–6 | 0–4 | 3–1 | —   |

### Grup C
| Pos | Equip               | PJ | PG | PE | PP | GF | GC | DG  | Pts | Classificació              |  | MC  | ATA | XD  | DZG |
| --- | ------------------- | -- | -- | -- | -- | -- | -- | --- | --- | -------------------------- |  | --- | --- | --- | --- |
| 1   | Manchester City (A) | 6  | 4  | 2  | 0  | 16 | 4  | +12 | 14  | Avança a Vuitens           |  | —   | 5–1 | 1–1 | 2–0 |
| 2   | Atalanta (A)        | 6  | 2  | 1  | 3  | 8  | 12 | −4  | 7   | Avança a Vuitens           |  | 1–1 | —   | 1–2 | 2–0 |
| 3   | Xakhtar Donetsk (Q) | 6  | 1  | 3  | 2  | 8  | 13 | −5  | 6   | Transfereix a Lliga Europa |  | 0–3 | 0–3 | —   | 2–2 |
| 4   | Dinamo Zagreb (E)   | 6  | 1  | 2  | 3  | 10 | 13 | −3  | 5   |                            |  | 1–4 | 4–0 | 3–3 | —   |

### Grup D
| Pos | Equip                | PJ | PG | PE | PP | GF | GC | DG | Pts | Classificació              |  | JUV | ATL | LEV | LOM |
| --- | -------------------- | -- | -- | -- | -- | -- | -- | -- | --- | -------------------------- |  | --- | --- | --- | --- |
| 1   | Juventus (A)         | 6  | 5  | 1  | 0  | 12 | 4  | +8 | 16  | Avança a Vuitens           |  | —   | 1–0 | 3–0 | 2–1 |
| 2   | At. Madrid (A)       | 6  | 3  | 1  | 2  | 8  | 5  | +3 | 10  | Avança a Vuitens           |  | 2–2 | —   | 1–0 | 2–0 |
| 3   | Bayer Leverkusen (Q) | 6  | 2  | 0  | 4  | 5  | 9  | −4 | 6   | Transfereix a Lliga Europa |  | 0–2 | 2–1 | —   | 1–2 |
| 4   | Lokomotiv Moscou (E) | 6  | 1  | 0  | 5  | 4  | 11 | −7 | 3   |                            |  | 1–2 | 0–2 | 0–2 | —   |

### Grup E
| Pos | Equip                 | PJ | PG | PE | PP | GF | GC | DG  | Pts | Classificació              |  | LIV | NAP | SAL | GNK |
| --- | --------------------- | -- | -- | -- | -- | -- | -- | --- | --- | -------------------------- |  | --- | --- | --- | --- |
| 1   | Liverpool (A)         | 6  | 4  | 1  | 1  | 13 | 8  | +5  | 13  | Avança a Vuitens           |  | —   | 1–1 | 4–3 | 2–1 |
| 2   | Nàpols (A)            | 6  | 3  | 3  | 0  | 11 | 4  | +7  | 12  | Avança a Vuitens           |  | 2–0 | —   | 1–1 | 4–0 |
| 3   | Red Bull Salzburg (Q) | 6  | 2  | 1  | 3  | 16 | 13 | +3  | 7   | Transfereix a Lliga Europa |  | 0–2 | 2–3 | —   | 6–2 |
| 4   | Genk (E)              | 6  | 0  | 1  | 5  | 5  | 20 | −15 | 1   |                            |  | 1–4 | 0–0 | 1–4 | —   |

### Grup F
| Pos | Equip                 | PJ | PG | PE | PP | GF | GC | DG | Pts | Classificació              |  | FCB | DOR | INT | SLP |
| --- | --------------------- | -- | -- | -- | -- | -- | -- | -- | --- | -------------------------- |  | --- | --- | --- | --- |
| 1   | FC Barcelona (A)      | 6  | 4  | 2  | 0  | 9  | 4  | +5 | 14  | Avança a Vuitens           |  | —   | 3–1 | 2–1 | 0–0 |
| 2   | Borussia Dortmund (A) | 6  | 3  | 1  | 2  | 8  | 8  | 0  | 10  | Avança a Vuitens           |  | 0–0 | —   | 3–2 | 2–1 |
| 3   | Inter de Milà (Q)     | 6  | 2  | 1  | 3  | 10 | 9  | +1 | 7   | Transfereix a Lliga Europa |  | 1–2 | 2–0 | —   | 1–1 |
| 4   | Slavia Praga (E)      | 6  | 0  | 2  | 4  | 4  | 10 | −6 | 2   |                            |  | 1–2 | 0–2 | 1–3 | —   |

### Grup G
| Pos | Equip                     | PJ | PG | PE | PP | GF | GC | DG | Pts | Classificació              |  | RBL | LYO | BEN | ZEN |
| --- | ------------------------- | -- | -- | -- | -- | -- | -- | -- | --- | -------------------------- |  | --- | --- | --- | --- |
| 1   | RB Leipzig (A)            | 6  | 3  | 2  | 1  | 10 | 8  | +2 | 11  | Avança a Vuitens           |  | —   | 0–2 | 2–2 | 2–1 |
| 2   | Olympique Lyonnais (A)    | 6  | 2  | 2  | 2  | 9  | 8  | +1 | 8   | Avança a Vuitens           |  | 2–2 | —   | 3–1 | 1–1 |
| 3   | Benfica (Q)               | 6  | 2  | 1  | 3  | 10 | 11 | −1 | 7   | Transfereix a Lliga Europa |  | 1–2 | 2–1 | —   | 3–0 |
| 4   | Zenit Sant Petersburg (E) | 6  | 2  | 1  | 3  | 7  | 9  | −2 | 7   |                            |  | 0–2 | 2–0 | 3–1 | —   |

### Grup H
| Pos | Equip           | PJ | PG | PE | PP | GF | GC | DG  | Pts | Classificació              |  | VAL | CHL | AJX | LIL |
| --- | --------------- | -- | -- | -- | -- | -- | -- | --- | --- | -------------------------- |  | --- | --- | --- | --- |
| 1   | València CF (A) | 6  | 3  | 2  | 1  | 9  | 7  | +2  | 11  | Avança a Vuitens           |  | —   | 2–2 | 0–3 | 4–1 |
| 2   | Chelsea (A)     | 6  | 3  | 2  | 1  | 11 | 9  | +2  | 11  | Avança a Vuitens           |  | 0–1 | —   | 4–4 | 2–1 |
| 3   | Ajax (Q)        | 6  | 3  | 1  | 2  | 12 | 6  | +6  | 10  | Transfereix a Lliga Europa |  | 0–1 | 0–1 | —   | 3–0 |
| 4   | Lilla (E)       | 6  | 0  | 1  | 5  | 4  | 14 | −10 | 1   |                            |  | 1–1 | 1–2 | 0–2 | —   |

## Fase final
La fase final de la competició es disputa en eliminatòries a doble partit, llevat la final, jugada a partit únic. A les eliminatòries a doble partit regeix la regla del gol de visitant, que determina que l'equip que hagi marcat més gols com a visitant guanya l'eliminatòria si hi ha empat en la diferència de gols. En cas d'estar l'eliminatòria empatada després dels 180 minuts d'ambdós partits es disputa una pròrroga de 30 minuts, i si aquesta acaba sense gols l'eliminatòria es decidirà en una tanda de penals.
El mecanisme del sorteig de les eliminatòries és aquest:
- Al sorteig de la ronda de setzens, els vuit guanyadors de cada grup són caps de sèrie, i juguen contra els segons classificats (el partit de tornada es juga al camp del cap de sèrie). Els equips del mateix grup o de la mateixa federació no poden enfrontar-se entre si.
- Al sorteig dels quarts de final en endavant no hi ha caps de sèrie, ni condicionants a l'hora d'establir els enfrontaments.

### Quadre
|  | Vuitens de final         | Vuitens de final       | Vuitens de final       | Vuitens de final       |                        |                        | Quarts de final        | Quarts de final | Quarts de final | Quarts de final |  |  | Semifinals | Semifinals | Semifinals | Semifinals |  |  | Final | Final | Final | Final |
|  |                          |                        |                        |                        |                        |                        |                        |                 |                 |                 |  |  |            |            |            |            |  |  |       |       |       |       |
|  |                          |                        |                        |                        |                        |                        |                        |                 |                 |                 |  |  |            |            |            |            |  |  |       |       |       |       |
|  |                          |                        |                        |                        |                        |                        |                        |                 |                 |                 |  |  |            |            |            |            |  |  |       |       |       |       |
|  | Tottenham Hotspur FC     | 0                      | 0                      | 0                      |                        |                        |                        |                 |                 |                 |  |  |            |            |            |            |  |  |       |       |       |       |
|  | Tottenham Hotspur FC     | 0                      | 0                      | 0                      |                        |                        |                        |                 |                 |                 |  |  |            |            |            |            |  |  |       |       |       |       |
|  | RB Leipzig               | 1                      | 3                      | 4                      |                        |                        |                        |                 |                 |                 |  |  |            |            |            |            |  |  |       |       |       |       |
|  | RB Leipzig               | 1                      | 3                      | 4                      | RB Leipzig             | RB Leipzig             | RB Leipzig             | 2               |                 |                 |  |  |            |            |            |            |  |  |       |       |       |       |
|  |                          |                        |                        |                        | RB Leipzig             | RB Leipzig             | RB Leipzig             | 2               |                 |                 |  |  |            |            |            |            |  |  |       |       |       |       |
|  |                          | Atlètic de Madrid      | Atlètic de Madrid      | Atlètic de Madrid      | 1                      |                        |                        |                 |                 |                 |  |  |            |            |            |            |  |  |       |       |       |       |
|  | Atlètic de Madrid (prò.) | Atlètic de Madrid      | Atlètic de Madrid      | Atlètic de Madrid      | 1                      | 1                      | 3                      | 4               |                 |                 |  |  |            |            |            |            |  |  |       |       |       |       |
|  | Atlètic de Madrid (prò.) |                        |                        |                        |                        | 1                      | 3                      | 4               |                 |                 |  |  |            |            |            |            |  |  |       |       |       |       |
|  | Liverpool FC             | 0                      | 2                      | 2                      |                        |                        |                        |                 |                 |                 |  |  |            |            |            |            |  |  |       |       |       |       |
|  | Liverpool FC             | 0                      | 2                      | 2                      | RB Leipzig             | RB Leipzig             | RB Leipzig             | 0               |                 |                 |  |  |            |            |            |            |  |  |       |       |       |       |
|  |                          |                        |                        |                        | RB Leipzig             | RB Leipzig             | RB Leipzig             | 0               |                 |                 |  |  |            |            |            |            |  |  |       |       |       |       |
|  |                          | Paris Saint-Germain FC | Paris Saint-Germain FC | Paris Saint-Germain FC | 3                      |                        |                        |                 |                 |                 |  |  |            |            |            |            |  |  |       |       |       |       |
|  | Atalanta BC              | Paris Saint-Germain FC | Paris Saint-Germain FC | Paris Saint-Germain FC | 3                      | 4                      | 4                      | 8               |                 |                 |  |  |            |            |            |            |  |  |       |       |       |       |
|  | Atalanta BC              |                        |                        |                        |                        | 4                      | 4                      | 8               |                 |                 |  |  |            |            |            |            |  |  |       |       |       |       |
|  | València                 | 1                      | 3                      | 4                      |                        |                        |                        |                 |                 |                 |  |  |            |            |            |            |  |  |       |       |       |       |
|  | València                 | 1                      | 3                      | 4                      | Atalanta BC            | Atalanta BC            | Atalanta BC            | 1               |                 |                 |  |  |            |            |            |            |  |  |       |       |       |       |
|  |                          |                        |                        |                        | Atalanta BC            | Atalanta BC            | Atalanta BC            | 1               |                 |                 |  |  |            |            |            |            |  |  |       |       |       |       |
|  |                          | Paris Saint-Germain FC | Paris Saint-Germain FC | Paris Saint-Germain FC | 2                      |                        |                        |                 |                 |                 |  |  |            |            |            |            |  |  |       |       |       |       |
|  | Borussia Dortmund        | Paris Saint-Germain FC | Paris Saint-Germain FC | Paris Saint-Germain FC | 2                      | 2                      | 0                      | 2               |                 |                 |  |  |            |            |            |            |  |  |       |       |       |       |
|  | Borussia Dortmund        |                        |                        |                        |                        | 2                      | 0                      | 2               |                 |                 |  |  |            |            |            |            |  |  |       |       |       |       |
|  | Paris Saint-Germain FC   | 1                      | 2                      | 3                      |                        |                        |                        |                 |                 |                 |  |  |            |            |            |            |  |  |       |       |       |       |
|  | Paris Saint-Germain FC   | 1                      | 2                      | 3                      | Paris Saint-Germain FC | Paris Saint-Germain FC | Paris Saint-Germain FC | 0               |                 |                 |  |  |            |            |            |            |  |  |       |       |       |       |
|  |                          |                        |                        |                        | Paris Saint-Germain FC | Paris Saint-Germain FC | Paris Saint-Germain FC | 0               |                 |                 |  |  |            |            |            |            |  |  |       |       |       |       |
|  |                          | Bayern de Múnic        | Bayern de Múnic        | Bayern de Múnic        | 1                      |                        |                        |                 |                 |                 |  |  |            |            |            |            |  |  |       |       |       |       |
|  | Reial Madrid             | Bayern de Múnic        | Bayern de Múnic        | Bayern de Múnic        | 1                      | 1                      | 1                      | 2               |                 |                 |  |  |            |            |            |            |  |  |       |       |       |       |
|  | Reial Madrid             |                        |                        |                        |                        | 1                      | 1                      | 2               |                 |                 |  |  |            |            |            |            |  |  |       |       |       |       |
|  | Manchester City FC       | 2                      | 2                      | 4                      |                        |                        |                        |                 |                 |                 |  |  |            |            |            |            |  |  |       |       |       |       |
|  | Manchester City FC       | 2                      | 2                      | 4                      | Manchester City FC     | Manchester City FC     | Manchester City FC     | 1               |                 |                 |  |  |            |            |            |            |  |  |       |       |       |       |
|  |                          |                        |                        |                        | Manchester City FC     | Manchester City FC     | Manchester City FC     | 1               |                 |                 |  |  |            |            |            |            |  |  |       |       |       |       |
|  |                          | O. Lió                 | O. Lió                 | O. Lió                 | 3                      |                        |                        |                 |                 |                 |  |  |            |            |            |            |  |  |       |       |       |       |
|  | O. Lió (g.c.c.)          | O. Lió                 | O. Lió                 | O. Lió                 | 3                      | 1                      | 1                      | 2               |                 |                 |  |  |            |            |            |            |  |  |       |       |       |       |
|  | O. Lió (g.c.c.)          |                        |                        |                        |                        | 1                      | 1                      | 2               |                 |                 |  |  |            |            |            |            |  |  |       |       |       |       |
|  | Juventus FC              | 0                      | 2                      | 2                      |                        |                        |                        |                 |                 |                 |  |  |            |            |            |            |  |  |       |       |       |       |
|  | Juventus FC              | 0                      | 2                      | 2                      | O. Lió                 | O. Lió                 | O. Lió                 | 0               |                 |                 |  |  |            |            |            |            |  |  |       |       |       |       |
|  |                          |                        |                        |                        | O. Lió                 | O. Lió                 | O. Lió                 | 0               |                 |                 |  |  |            |            |            |            |  |  |       |       |       |       |
|  |                          | Bayern de Múnic        | Bayern de Múnic        | Bayern de Múnic        | 3                      |                        |                        |                 |                 |                 |  |  |            |            |            |            |  |  |       |       |       |       |
|  | Nàpols                   | Bayern de Múnic        | Bayern de Múnic        | Bayern de Múnic        | 3                      | 1                      | 1                      | 2               |                 |                 |  |  |            |            |            |            |  |  |       |       |       |       |
|  | Nàpols                   |                        |                        |                        |                        | 1                      | 1                      | 2               |                 |                 |  |  |            |            |            |            |  |  |       |       |       |       |
|  | FC Barcelona             | 1                      | 3                      | 4                      |                        |                        |                        |                 |                 |                 |  |  |            |            |            |            |  |  |       |       |       |       |
|  | FC Barcelona             | 1                      | 3                      | 4                      | FC Barcelona           | FC Barcelona           | FC Barcelona           | 2               |                 |                 |  |  |            |            |            |            |  |  |       |       |       |       |
|  |                          |                        |                        |                        | FC Barcelona           | FC Barcelona           | FC Barcelona           | 2               |                 |                 |  |  |            |            |            |            |  |  |       |       |       |       |
|  |                          | Bayern de Múnic        | Bayern de Múnic        | Bayern de Múnic        | 8                      |                        |                        |                 |                 |                 |  |  |            |            |            |            |  |  |       |       |       |       |
|  | Chelsea FC               | Bayern de Múnic        | Bayern de Múnic        | Bayern de Múnic        | 8                      | 0                      | 1                      | 1               |                 |                 |  |  |            |            |            |            |  |  |       |       |       |       |
|  | Chelsea FC               |                        |                        |                        |                        | 0                      | 1                      | 1               |                 |                 |  |  |            |            |            |            |  |  |       |       |       |       |
|  | Bayern de Múnic          | 3                      | 4                      | 7                      |                        |                        |                        |                 |                 |                 |  |  |            |            |            |            |  |  |       |       |       |       |
|  | Bayern de Múnic          | 3                      | 4                      | 7                      |                        |                        |                        |                 |                 |                 |  |  |            |            |            |            |  |  |       |       |       |       |

### Equips classificats
| Grup | Campions de grup       | Segons classificats  |
| ---- | ---------------------- | -------------------- |
| A    | Paris Saint-Germain FC | Reial Madrid         |
| B    | Bayern de Múnic        | Tottenham Hotspur FC |
| C    | Manchester City FC     | Atalanta BC          |
| D    | Juventus FC            | Atlètic de Madrid    |
| E    | Liverpool FC           | Nàpols               |
| F    | FC Barcelona           | Borussia Dortmund    |
| G    | RB Leipzig             | O. Lió               |
| H    | València CF            | Chelsea FC           |

### Vuitens de final
El sorteig de la ronda es va celebrar el 16 de desembre del 2019.
| Equip 1              | Global       | Equip 2                | Anada | Tornada |
| -------------------- | ------------ | ---------------------- | ----- | ------- |
| Borussia Dortmund    | 2-3          | Paris Saint-Germain FC | 2-1   | 0-2     |
| Reial Madrid         | 2-4          | Manchester City        | 1-2   | 1-2     |
| Atalanta BC          | 8-4          | València               | 4-1   | 4-3     |
| Atlètic de Madrid    | 4-2          | Liverpool FC           | 1-0   | 3-2     |
| Chelsea FC           | 1-7          | Bayern de Múnic        | 0-3   | 1-4     |
| O. Lió               | 2-2 (g.c.c.) | Juventus FC            | 1-0   | 1-2     |
| Tottenham Hotspur FC | 0-4          | RB Leipzig             | 0-1   | 0-3     |
| Nàpols               | 2-4          | FC Barcelona           | 1-1   | 1-3     |

#### Partits
| Borussia Dortmund | 2 – 1   | Paris Saint-Germain FC |
| ----------------- | ------- | ---------------------- |
| Håland 69', 77'   | Informe | 75' Neymar             |

| Paris Saint-Germain FC    | 2 – 0   | Borussia Dortmund |
| ------------------------- | ------- | ----------------- |
| Neymar 28' · Bernat 45+1' | Informe |                   |

| Reial Madrid | 1 – 2   | Manchester City FC             |
| ------------ | ------- | ------------------------------ |
| Isco 60'     | Informe | 78' Jesus · 83' (p.) De Bruyne |

| Manchester City FC      | 2 – 1   | Reial Madrid |
| ----------------------- | ------- | ------------ |
| Sterling 9' · Jesus 68' | Informe | 28' Benzema  |

| Atalanta BC                                  | 4 – 1   | València CF   |
| -------------------------------------------- | ------- | ------------- |
| Hateboer 16', 62' · Iličić 42' · Freuler 57' | Informe | 66' Cheryshev |

| València CF                          | 3 – 4   | Atalanta BC                  |
| ------------------------------------ | ------- | ---------------------------- |
| Gameiro 21', 51' · Ferran Torres 67' | Informe | 3' (p.), p', 71', 82' Iličić |

| Atlètic de Madrid | 1 – 0   | Liverpool FC |
| ----------------- | ------- | ------------ |
| Saúl 4'           | Informe |              |

| Liverpool FC                | 2 – 3   | Atlètic de Madrid                  |
| --------------------------- | ------- | ---------------------------------- |
| Wijnaldum 43' · Firmino 94' | Informe | 97', 105' Llorente · 120+1' Morata |

| Chelsea FC | 0 – 3   | Bayern de Múnic                   |
| ---------- | ------- | --------------------------------- |
|            | Informe | 51', 54' Gnabry · 76' Lewandowski |

| Bayern de Múnic                                       | 4 – 1   | Chelsea FC  |
| ----------------------------------------------------- | ------- | ----------- |
| Lewandowski 10' (p.), 83' · Perišič 21' · Tolisso 76' | Informe | 44' Abraham |

| O. Lió      | 1 – 0   | Juventus FC |
| ----------- | ------- | ----------- |
| Tousart 31' | Informe |             |

| Juventus FC           | 2 – 1   | O. lió         |
| --------------------- | ------- | -------------- |
| Ronaldo 43' (p.), 60' | Informe | 12' (p.) Depay |

| Tottenham Hotspur FC | 0 – 1   | RB Leipzig      |
| -------------------- | ------- | --------------- |
|                      | Informe | 58' (p.) Werner |

| RB Leipzig                       | 3 – 0   | Tottenham Hotspur FC |
| -------------------------------- | ------- | -------------------- |
| Sabitzer 10', 21' · Forsberg 87' | Informe |                      |

| Nàpols      | 1 – 1   | FC Barcelona  |
| ----------- | ------- | ------------- |
| Mertens 30' | Informe | 57' Griezmann |

| FC Barcelona                                | 3 – 1   | Nàpols             |
| ------------------------------------------- | ------- | ------------------ |
| Lenglet 10' · Messi 23' · Suárez 45+1' (p.) | Informe | 45+5' (p.) Insigne |

### Quarts de final
El sorteig dels quarts de final es realitzarà el 20 de març del 2020, a les 12:00 CET. Els partits d'anada es disputaran els dies 12-15 d'agost del 2020.
| Equip 1            | Marcador | Equip 2                |
| ------------------ | -------- | ---------------------- |
| Manchester City FC | 1 - 3    | O. Lió                 |
| RB Leipzig         | 2 - 1    | Atlètic de Madrid      |
| FC Barcelona       | 2 - 8    | Bayern de Múnic        |
| Atalanta BC        | 1 - 2    | Paris Saint-Germain FC |

#### Partits
| Atalanta BC | 1 – 2   | Paris Saint-Germain FC               |
| ----------- | ------- | ------------------------------------ |
| Pašalić 26' | Informe | 90' Marquinhos · 90+3' Choupo-Moting |

| RB Leipzig           | 2 – 1   | Atlètic de Madrid |
| -------------------- | ------- | ----------------- |
| Olmo 50' · Adams 88' | Informe | 71' (p.) Félix    |

| FC Barcelona                 | 2 – 8   | Bayern de Múnic                                                                               |
| ---------------------------- | ------- | --------------------------------------------------------------------------------------------- |
| Alaba 7' (p.p.) · Suárez 57' | Informe | 4', 31' Müller · 21' Perišič · 27' Gnabry · 63' Kimmich · 82' Lewandowski · 85', 89' Coutinho |

| Manchester City | 1 – 3   | O. Lió                        |
| --------------- | ------- | ----------------------------- |
| De Bruyne 69'   | Informe | 24' Cornet · 79', 87' Démbéle |

### Semifinals
El sorteig de les semifinals es realitzarà el 20 de març del 2020, a les 12:00 CET, just després del sorteig de quarts. Els partits d'anada es disputaran el 18 i 19 d'agost del 2020.
| Equip 1    | Marcador | Equip 2                |
| ---------- | -------- | ---------------------- |
| O. Lió     | 0 - 3    | Bayern de Múnic        |
| RB Leipzig | 0-3      | Paris Saint-Germain FC |

#### Partits
| RB Leipzig | 0 – 3 | Paris Saint-Germain FC                     |
| ---------- | ----- | ------------------------------------------ |
|            |       | 13' Marquinhos · 42' Di María · 56' Bernat |

| O. Lió | 0 – 3 | Bayern de Múnic                   |
| ------ | ----- | --------------------------------- |
|        |       | 18', 33' Gnabry · 88' Lewandowski |

### Final
La final es jugà el 23 d'agost del 2020 a Estádio da Luz, Lisboa. Es determinà quin dels dos finalistes jugà com a "local" (una qüestió merament administrativa) en un sorteig que se celebrà el 20 de març del 2020, just després dels sortejos dels quarts de final i de les semifinals.
| Paris Saint-Germain FC | 0 – 1 | Bayern de Múnic |
| ---------------------- | ----- | --------------- |
|                        |       | 59' Coman       |

| Paris Saint-Germain | Bayern de Múnic |

| PO            | 1  | Keylor Navas             |     |     |
| DE            | 4  | Thilo Kehrer             |     |     |
| DE            | 2  | Thiago Silva             | 83' |     |
| DE            | 3  | Presnel Kimpembe         |     |     |
| DE            | 14 | Juan Bernat              |     | 80' |
| MI            | 21 | Ander Herrera            |     | 72' |
| MI            | 5  | Marquinhos               |     |     |
| MI            | 8  | Leandro Paredes          | 52' | 65' |
| DA            | 11 | Ángel Di María           |     | 80' |
| DA            | 7  | Kylian Mbappé            |     |     |
| DA            | 10 | Neymar                   | 81' |     |
| Disponible:   |    |                          |     |     |
| PO            | 16 | Sergio Rico              |     |     |
| PO            | 30 | Marcin Bułka             |     |     |
| DE            | 20 | Layvin Kurzawa           | 86' | 80' |
| DE            | 22 | Abdou Diallo             |     |     |
| DE            | 25 | Mitchel Bakker           |     |     |
| DE            | 31 | Colin Dagba              |     |     |
| MI            | 6  | Marco Verratti           |     | 65' |
| MI            | 19 | Pablo Sarabia            |     |     |
| MI            | 23 | Julian Draxler           |     | 72' |
| MI            | 27 | Idrissa Gueye            |     |     |
| DA            | 17 | Eric Maxim Choupo-Moting |     | 80' |
| DA            | 18 | Mauro Icardi             |     |     |
| Entrenador:   |    |                          |     |     |
| Thomas Tuchel |    |                          |     |     |

| PO                | 1  | Manuel Neuer         |       |     |
| DE                | 32 | Joshua Kimmich       |       |     |
| DE                | 17 | Jérôme Boateng       |       | 25' |
| DE                | 27 | David Alaba          |       |     |
| DE                | 19 | Alphonso Davies      | 28'   |     |
| MI                | 6  | Thiago               |       | 86' |
| MI                | 18 | Leon Goretzka        |       |     |
| MI                | 22 | Serge Gnabry         | 52'   | 68' |
| MI                | 25 | Thomas Müller        | 90+4' |     |
| MI                | 29 | Kingsley Coman       |       | 68' |
| DA                | 9  | Robert Lewandowski   |       |     |
| Disponible:       |    |                      |       |     |
| PO                | 26 | Sven Ulreich         |       |     |
| PO                | 39 | Ron-Thorben Hoffmann |       |     |
| DE                | 2  | Álvaro Odriozola     |       |     |
| DE                | 4  | Niklas Süle          | 56'   | 25' |
| DE                | 5  | Benjamin Pavard      |       |     |
| DE                | 21 | Lucas Hernández      |       |     |
| MI                | 8  | Javi Martínez        |       |     |
| MI                | 10 | Philippe Coutinho    |       | 68' |
| MI                | 11 | Michaël Cuisance     |       |     |
| MI                | 14 | Ivan Perišić         |       | 68' |
| MI                | 24 | Corentin Tolisso     |       | 86' |
| DA                | 35 | Joshua Zirkzee       |       |     |
| Entrenador:       |    |                      |       |     |
| Hans-Dieter Flick |    |                      |       |     |